# Midtimellem
|  | Denne artikel er oprettet af botten PalnaBot ud fra en ekstern database. Den kan derfor have sproglige fejl eller mangler. Denne skabelon kan fjernes efter kontrol af indholdet. |

Midtimellem er en spillefilm fra 2015 instrueret af Henrik Kolind.

## Handling
En love-story der i sit eget tempo viser den spirende kærlighed mellem to forskellige unge mennesker og usikkerheden forbundet med at lukke en anden ind i sit liv. For hvad nu hvis følelserne ikke er gengældt? "Midtimellem" er en road movie på budcykel gennem København, en historie om mennesker, deres forskellighed og om de små valg med den store betydning. For hvordan vælger man rigtigt når der er frit valg? "Midtimellem" er en feel-good film uden sex, stoffer og alkohol, der med fokus på det daglige nærvær viser, at en tilfældig dag kan påvirke resten af livet. For hvad stiller man op med livet, når man befinder sig midtimellem?